# Cajón del Río
Cajón del Río es una aldea del municipio de Camotán en el departamento de Chiquimula, en Guatemala. La aldea se compone de varios caseríos; a finales de 2009 se contaba 67 viviendas en el caserío Cajón del Río Centro.

## Localización
La aldea Cajón del Río está ubicada en el oriente del país y localizada a 206 kilómetros de la ciudad capital de Guatemala y a 15 kilómetros y al Noreste de la cabecera municipal. Desde la fundación de esta comunidad, sus habitantes se han dedicado al trabajo agrícola, sus cultivos principales son el café y el maíz; siendo la principal fuente de ingresos el trabajar como jornaleros en las fincas de la región y el trabajo agrícola.
La población de la aldea es ladina. Desde la creación de los consejos de desarrollo, la población del caserío no cuenta con agua potable, han identificado como proyecto prioritario la construcción de un sistema de agua potable por medio de cisternas para la comunidad, debido a los problemas que actualmente tienen con este servicio básico.

## Agua potable
La aldea no cuenta con un sistema de abastecimiento de agua, algunas viviendas cuentan con pozos artesanales, estos comparten el agua con sus vecinos, en otros casos, para abastecerse de agua deben ir a recogerla a las quebradas, otros se abastecen de pequeños nacimientos que solo tienen agua en invierno. Todas estas fuentes de agua representan un serio riesgo de enfermedades por la contaminación del agua. En la aldea, al igual que en toda la zona, son principalmente las mujeres y los niños y niñas las encargadas de buscar el agua para el consumo familiar.